# Delitto di coscienza
Delitto di coscienza (Life for Ruth) è un film del 1962 diretto da Basil Dearden.

## Trama
John Harris si ritrova ostracizzato e messo sotto processo per aver permesso alla figlia Ruth di morire. Le sue convinzioni religiose gli proibirono di dare il consenso per una trasfusione di sangue che le avrebbe salvato la vita. Il dottor Brown è deciso a chiedere giustizia per ciò che egli vede come l'inutile morte di una giovane ragazza.